# Bedřich Moser
Bedřich Moser (5. března 1821 Mítov – 21. února 1864 Praha) byl český humorista, redaktor a vydavatel. Roku 1849 vydával oblíbené časopisy Brejle a Žihadlo; po jejich úředním zastavení působil řadu let v libereckém deníku Reichenberger Zeitung. V letech 1861–1863 obnovil vydávání satirických časopisů (Brejle, Šotek), ty byly ale kvůli politické satiře opět zastaveny a Moser odsouzen pro urážku českého i rakouského parlamentu. Zemřel před nástupem do vězení. Byl oceňovaný jako talentovaný politický satirik, autor populárních a dlouho tradovaných vtipů. Napsal také nepříliš zdařilý román Slepá paní.

## Život
Narodil se 5. března 1821 v Mítově u Plzně, v rodině lopatáře Oldřicha (Woldřicha) Mozra a jeho manželky Anny.
Proslavil se v revolučním roce 1849, kdy vydával populární humoristicko-satirický časopis Brejle. Měl takový ohlas, že Karel Havlíček Borovský upustil od vydávání Šotka, obdobně zaměřené přílohy ke svým Národním novinám. Po třech měsících byl ale časopis úředně zastaven. Moser se pokusil místo toho vydávat Žihadlo, ale už po prvním čísle byl v roce 1850 zatčen a vojenským soudem odsouzen k šestitýdennímu vězení.
V období Bachova absolutismu určitou dobu přispíval do Prostonárodního listu a pak odešel do Liberce, kde pracoval v místních německých novinách (Reichenberger Zeitung). I jeho zásluhou zachovával tento list smířlivý postoj k Čechům.
V roce 1861 se vrátil do Prahy, aby obnovil vydávání Brejlí. Doba se ale mezitím změnila, dominantním časopisem se staly Humoristické listy. Jejich vydavatel Josef Richard Vilímek nabízel Moserovi místo v redakci, ten ale odmítl, protože si chtěl zachovat nezávislost. Aby nepřišel o kauci, kterou musel jako vydavatel složit, snažil se vyhýbat politickým tématům. Úspěšný ale nebyl, Brejle byly v roce 1862 znovu zastaveny. Místo nich začal vydávat nový časopis – Šotek. Vycházel od 1. dubna 1863 dvakrát měsíčně a měl asi 1000 předplatitelů.
1. května 1863, ve třetím čísle Šotka, vyšel článek Divadlo, v němž se popisuje fiktivní divadlo na Malé Straně. Článek vyzněl jako urážka říšského i zemského sněmu, byť se o těchto institucích ani slovem nezmiňoval, a Moser byl obžalován z přečinu urážky na cti. Hlavní líčení se konalo u pražského trestního soudu 28. května 1863. Státní zástupce poukazoval na dvojsmyslné, případně (v souvislosti s divadlem) nelogické výrazy, jako např. „Valaši“ (označení Rumunů před rokem 1848; valaši ve smyslu koní obvykle v divadle nevystupují), hry Prázdná pokladnice, smutnohra, Nešťastná vlast, Konstituční cholera a Zpátečníci (žádná taková dramatická díla neexistují) či stěhování do Vídně (narážka na říšský sněm). Dále se mluvilo o pravici, levici a středu (v souvislosti s orchestrem) a o poháru, darovaném jednomu herci (přičemž krátce předtím dostal pohár jeden z poslanců). Moser, který dělal dojem unaveného a nemocného člověka, na svou obhajobu uvedl, že je vážně nemocný, užívá morfin, nemůže v noci spát, text psal na poslední chvíli před uzávěrkou a neměl čas si jej po sobě přečíst; podle něj je to nesmyslný článek a nepovedený vtip, který nemá žádnou souvislost s politikou. Soud mu neuvěřil a odsoudil ho k šestitýdennímu vězení, zostřenému půstem každého pátku. Zdůvodnění rozsudku uvádí, že samotné porovnání sněmovny a divadelní společnosti není trestné; urážlivé jsou ale pasáže, v nichž se Moser zmiňoval o hojném zastoupení intrikánů, nedostatku charakterů, objednání valachů pro větší zábavu apod. Tím vším přivedl poslance k veřejnému posměchu a potupě. Společně s ním byl souzen i majitel tiskárny Karel Seyfried, 43letý Němec původem z Bavorska, za přestupek z nedbalosti. Soud jej však osvobodil, protože jednak obsahu listu nerozuměl, jednak neměl povinnost ho kontrolovat. Moser se proti rozsudku odvolal, ale c.k. nejvyšší soud jeho odvolání 3. září 1863 zamítl.
Do vězení nenastoupil ze zdravotních důvodů. Zemřel v neděli 21. února 1864 v 11 h dopoledne na srdeční chorobu. V době soudu byl ženatý a bezdětný. Roku 1890 vyzvalo několik českých časopisů milovníky satiry, aby finančně podpořili jeho vdovu, tehdy sedmdesátiletou, která žila v bídě v Uršulinské ul. 3 (dnes Voršilská) na rohu s Ostrovní a krátce předtím se při pádu zranila. V té souvislosti si veřejnost připomněla zásluhy zapomenutého humoristy, jehož některé vtipy byly tehdy stále známé.

## Dílo
Vedle příspěvků do časopisů napsal také román Slepá paní (1853). První díl byl čtenářsky úspěšný, mimo jiné kvůli proslulosti autora; kritika v Pražských novinách ho ale odmítla pro nedostatečné psychologické vykreslení postav, naivní děj a nesprávné zasazení do historických souvislostí. Bylo zřejmé, že jeho talentu odpovídají spíše kratší formy a o žádné další větší dílo se poté již nepokusil.

## Příbuzenstvo
- Manželka Anna, rozená Famírová (1818 nebo 1832[p 1]–??), svatba se konala roku 1857 v kostele sv. Jindřicha v Praze.[11][12]
- Bratr Václav Leopold Moser[13] (1811–1886)[14][15] byl pražský lékař, známý také jako spisovatel a překladatel.[13]